# باستیل (متروی پاریس)
باستیل (انگلیسی: Bastille) یکی از ایستگاه‌های خط ۱، خط ۵ و خط ۸ متروی پاریس است که در میدان باستیل واقع شده و در سال ۱۹۰۰ تأسیس شده‌است. در سال ۲۰۱۸ میلادی ۱۳٬۱۷۲٬۳۹۲ مسافر از این ایستگاه استفاده کرده‌اند.

## نگارخانه

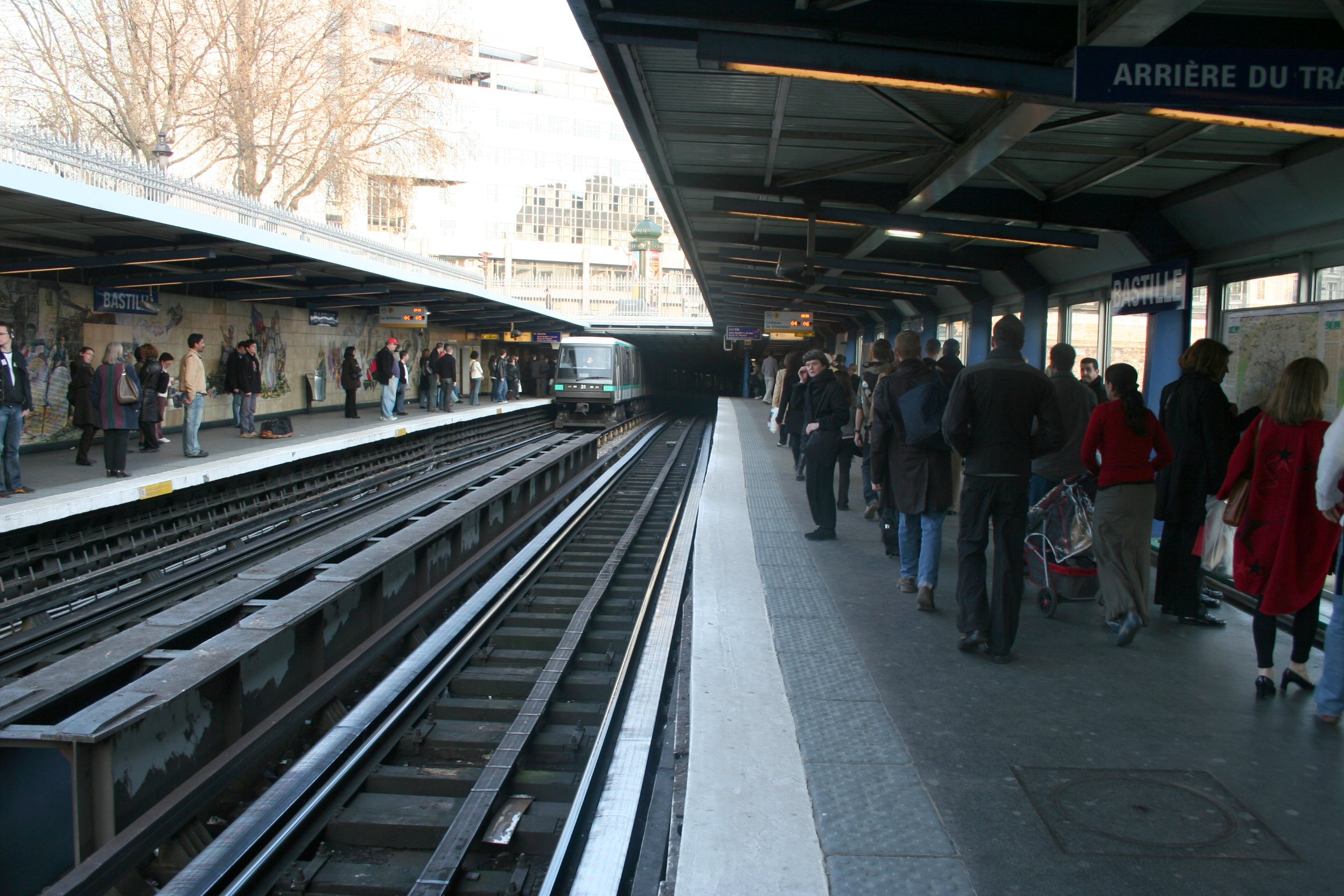
سکوهای خط ۱ متروی پاریس
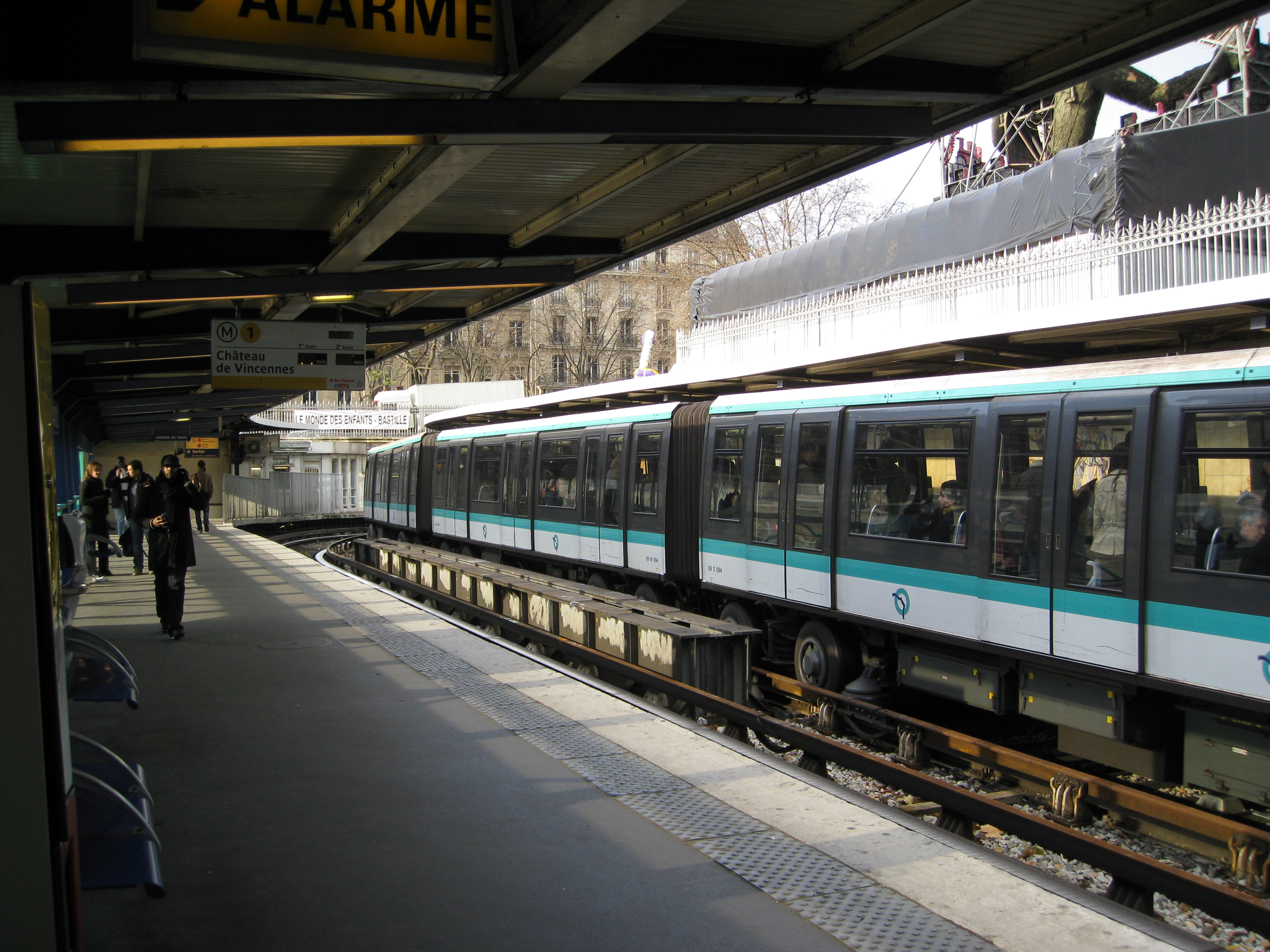
سکوهای خط ۱
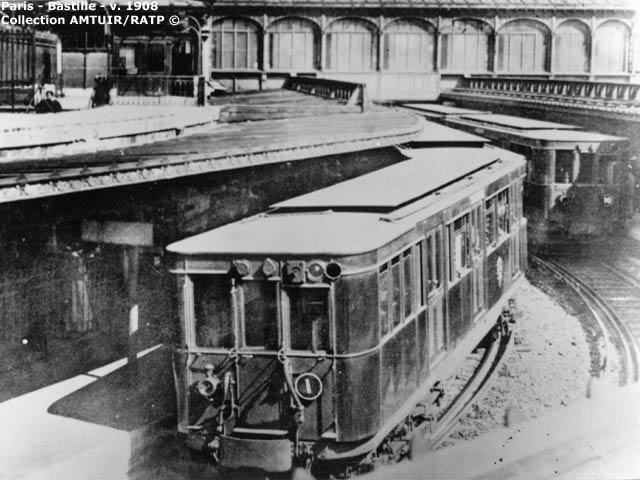
خط ۱، ۱۹۰۸
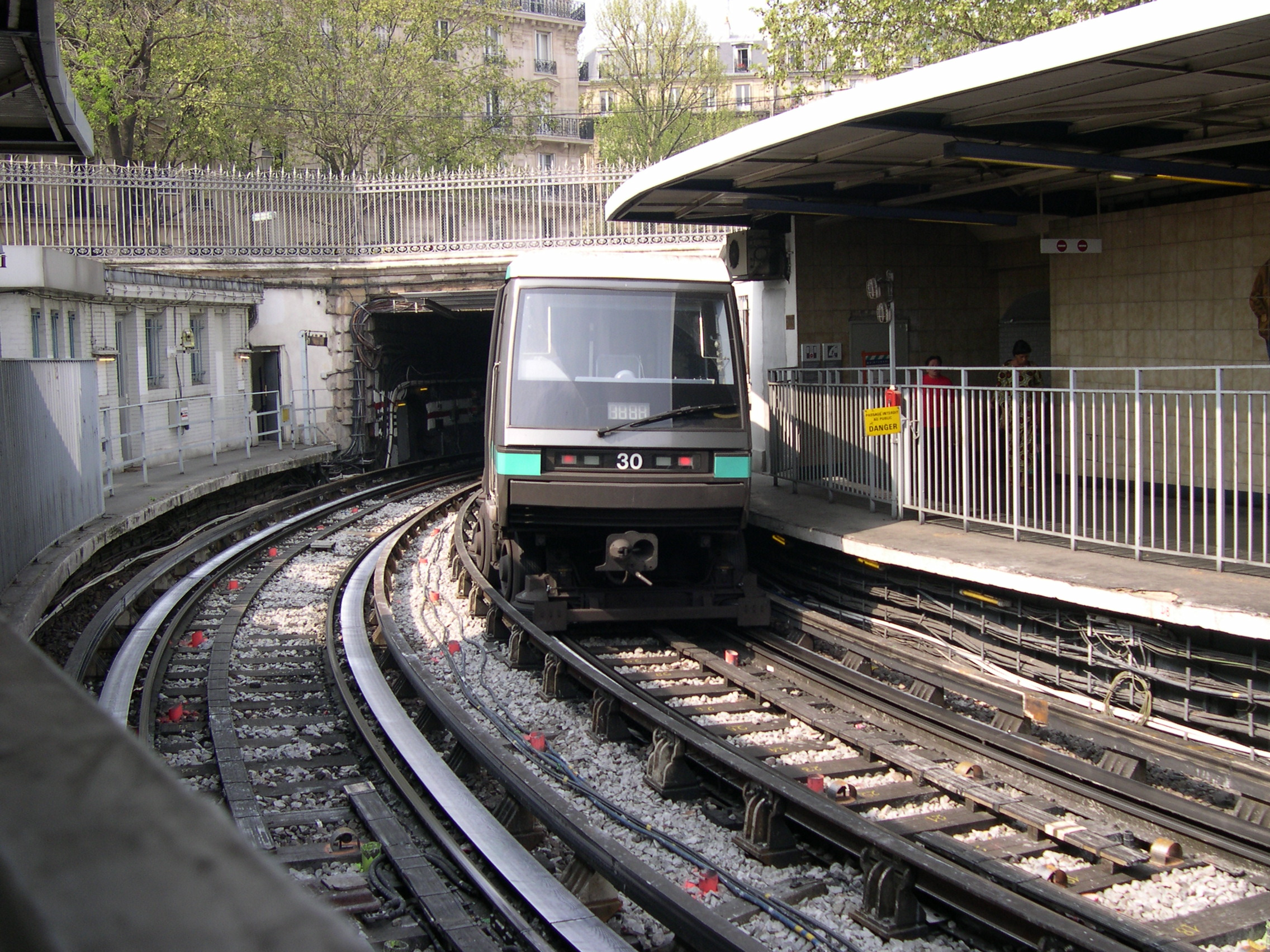
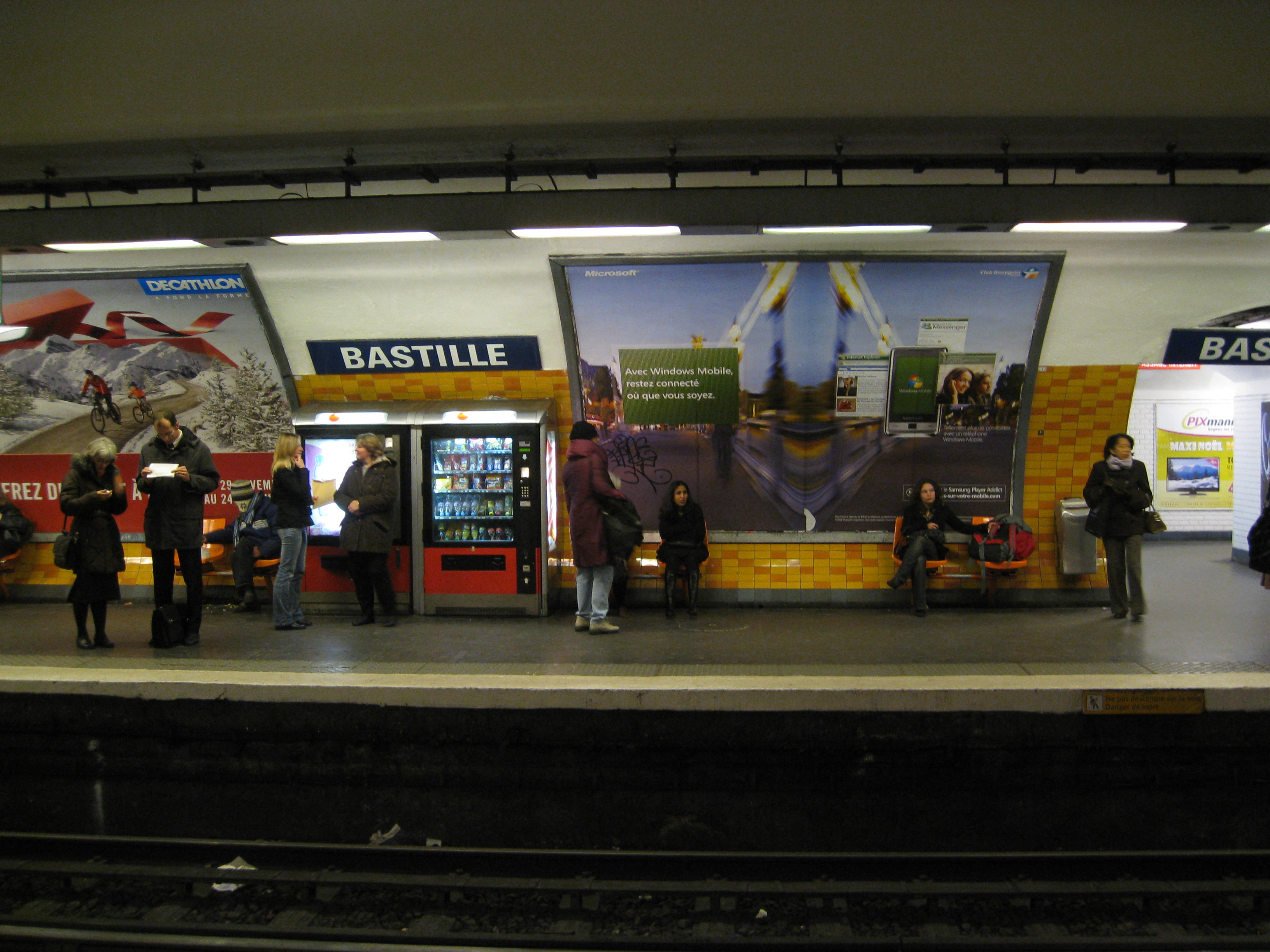
سکوهای خط ۵ متروی پاریس
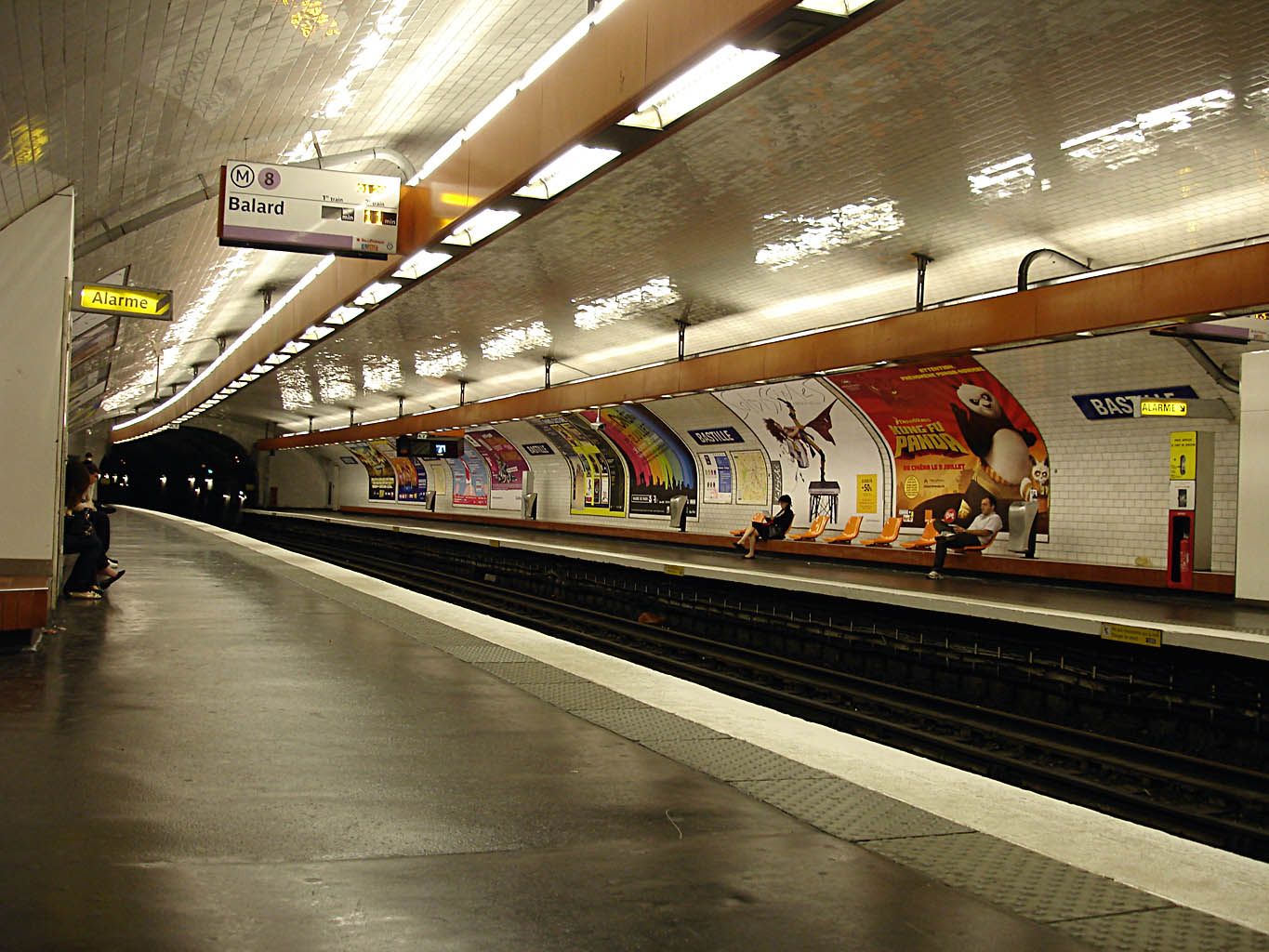
سکوهای خط ۸ متروی پاریس